# 1906 Naef
1906 Naef è un asteroide della fascia principale interna. Scoperto nel 1972, presenta un'orbita caratterizzata da un semiasse maggiore pari a 2,373744 UA e da un'eccentricità di 0,135127, inclinata di 6,469408° rispetto all'eclittica. Ha un diametro di 7,923 km, un periodo di rotazione di 11,009 ore e un'albedo di 0,234.
Fa parte della famiglia di asteroidi Vesta.